# Læderporesvamp (Trametes)
 For alternative betydninger, se Læderporesvamp. (Se også artikler, som begynder med Læderporesvamp)
Læderporesvamp (Trametes) er en slægt med ca. 60 arter, som er udbredt over hele kloden (undtagen Antarktis). Det er et vigtigt kendetegn hos læderporesvampene, at der ikke er nogen klar adskillelse mellem frugtlegemets kød og dets porer. Rørene går umærkeligt over i hatten og kan ikke adskilles fra den. Kødet er hvidligt, og sporepulveret er også hvidt. Oversiden er oftets inddelt i zoner, og hos de lyse arter bliver overfladen med tiden bevokset med alger, som farver den grøn. Frugtlegemerne er uden stilk, de er skive- til halvcirkelformede og sidder fastvokset på underlaget.
Arterne vokser som nedbrydere på dødt ved, hvor de fremkalder hvidråd, da de tilhører de ligninnedbrydende svampe.
Her beskrives kun de arter, som kan findes i Danmark.
| Beskrevne arter |

- Puklet læderporesvamp (Trametes gibbosa)
- Håret læderporesvamp (Trametes hirsuta)
- Bæltet læderporesvamp (Trametes ochracea)
- Broget læderporesvamp (Trametes versicolor)

| Andre arter |

- Trametes cervina
- Trametes junipericola
- Trametes levicensis
- Trametes ljubarskyi
- Trametes multicolor
- Trametes nivosa
- Trametes pubescens
- Trametes suaveolens